# Ficuzza
Ficuzza è una frazione di 146 abitanti di Corleone, comune italiano della città metropolitana di Palermo in Sicilia.
Il piccolo nucleo abitativo, enclave del vasto territorio comunale di Monreale, è situato al centro del bosco demaniale omonimo.

## Storia
La nascita si deve al re Borbone Ferdinando III di Sicilia che qui fece costruire una palazzina di caccia nel 1799, denominata Real Casina di Caccia, dopo aver acquistato i feudi Cappelliere, Lupo e Ficuzza, prima appartenenti al clero. La passione del sovrano per la caccia determinò dunque la nascita del primo nucleo della borgata.
Divenuta meta preferita per la villeggiatura da parte della nobiltà palermitana agli inizi del XX secolo (fu dichiarata stazione climatica montana nel 1901), fu sempre maggiore la richiesta per la concessione di terreni demaniali al fine di costruire nuove residenze. Dopo la fine della seconda guerra mondiale l'Amministrazione regionale delle Foreste e del Demanio della Regione Siciliana rifiutò di concedere ulteriori concessioni e lo sviluppo edilizio della borgata si arrestò. Nel 1948 l'area boschiva fu affidata dell'Azienda Foreste Demaniali della Regione per il rimboschimento e nel 2000 divenne riserva naturale.
Nel 1977, nella piazza principale del paese, fu ucciso dalla mafia il colonnello dei carabinieri Giuseppe Russo.

## Monumenti e luoghi d'interesse

### Architetture civili

#### Real Casina di Caccia
La Real Casina di Caccia di Ficuzza fu costruita nel parco della Ficuzza, a partire dal 1799 per il re Ferdinando III di Sicilia, e si caratterizza per la sua facciata rettangolare e severa. Il primo progetto fu affidato ad Alessandro Emmanuele Marvuglia, che venne però abbandonato, e fu preferito il padre Giuseppe Venanzio Marvuglia il cui progetto fu realizzato con la collaborazione dell'allievo Nicolò Puglia nei primi anni del XIX secolo. Il palazzo è stato riaperto al pubblico nell'aprile 2009.

#### Obelisco La Guglia
Costruito dai Borbone  al bivio della strada  per Palermo, formato da un prisma verticale a sezione quadrangolare, sormontato da un tronco di piramide, recante iscrizioni geografiche.

#### Fontana abbeveratoio
È coevo alla costruzione della Casina Reale  di Caccia, è costituita da un corpo isolato in pietra calcarea della vicina Rocca Busambra a forma  rettangolare. La parte iniziale è verticale con un frontone con timpano circolare e cornice scolpita, con gocciolatoio con testa di Gorgone vasca in pietra.

#### Strutture ferroviarie
Nel 1884 la località venne raggiunta dalla linea ferroviaria a scartamento ridotto linea ferroviaria Palermo (Sant'Erasmo)-Corleone-San Carlo. In esercizio fino al 1959 è oggi un percorso ciclopedonale. Il tracciato, pianeggiante, a volte anche tortuoso, si snoda all'interno della riserva naturale alternando il fitto verde del bosco con ampie vedute, prima sul bacino dello Scanzano, poi sulla Rocca Busambra con ai piedi il villaggio di Ficuzza e l'antica stazione. Facenti parte del bosco sono i poderosi muri di contenimento, un lungo viadotto, i resti di un casello, i cippi chilometrici, i cartelli ferroviari e la vasca del "rifornitore", destinata ad approvvigionare di acqua le motrici a vapore. In leggero declivio si giunge infine alla vecchia stazione di Ficuzza, oggi adibita a struttura ricettiva, da cui una rampa a gradoni collega al villaggio.

### Aree naturali
Il bosco è stato compreso nella Riserva naturale orientata Bosco della Ficuzza, Rocca Busambra, Bosco del Cappelliere e Gorgo del Drago, istituita dalla Regione Siciliana nel 2000. La riserva ha una estensione di 7397 ettari, e comprende ambienti di particolare pregio ambientale e naturalistico oltre alla ricchezza della vegetazione e della fauna.
Nel 1996 vi fu creato il Centro regionale per il recupero della fauna selvatica.

## Sport
- Società Sportiva Pro Ficuzza, squadra di calcio a 5 militante per 9 stagioni consecutive in Serie A.